# فؤاد إبراهيم (أستاذ جامعي)
فؤاد إبراهيم (بالألمانية: Foaud Ibrahim)‏ هو جغرافي ألماني، ولد في 1938 في دمنهور في مصر.